# 棉竹镇
棉竹镇，是中华人民共和国四川省乐山市市中区下辖的一个乡镇级行政单位。

## 行政区划
棉竹镇下辖以下地区：
棉竹铺社区、袁坝村、高坝村、张铺儿村、太和寺村、来鹤寺村、石桥冲村、冷水寺村、黄天坡村、龙滩子村、仙米寺村和石板滩村。